# Nephelistis persimilis
Nephelistis persimilis är en fjärilsart som beskrevs av Max Wilhelm Karl Draudt 1924. Nephelistis persimilis ingår i släktet Nephelistis och familjen nattflyn. Inga underarter finns listade i Catalogue of Life.